# Iglesia de Santo Domingo de Guzmán (Santa Cruz de Tenerife)
La iglesia parroquial de Santo Domingo de Guzmán se encuentra en la ciudad de Santa Cruz de Tenerife (Islas Canarias, España). Está situada junto a la popular Avenida Tres de Mayo de la ciudad, en el barrio de La Victoria. La iglesia toma el nombre del santo católico Santo Domingo de Guzmán.

## Historia
La iglesia fue erigida bajo proyecto del arquitecto Enrique Rumeu de Armas y finalizada en 1945. Es regentada por la Comunidad de Carmelitas Descalzos desde el año 1948. Como en otros lugares o iglesias que regentan los Carmelitas, éstos organizaron desde sus inicios en la parroquia las distintas devociones carmelitanas: la Cofradía de la Virgen del Carmen, la Semana Devota, la Pía Unión de Santa Teresita del Niño Jesús, la Cofradía del Niño Jesús de Praga, y el establecimiento de la Venerable Orden Tercera, entre otras.
En esta parroquia fue fundada en el año 1959 la Cofradía de la Macarena de Santa Cruz de Tenerife, cuya sede canónica es en la actualidad la Iglesia Matriz de la Concepción.

## Descripción
Arquitectónicamente destaca sobre todo el campanario de la iglesia, que es su elemento más característico. La iglesia se compone de tres naves, entre las que se encuentra la central, con cubierta a dos aguas y con una anchura de 9,18 metros. Las laterales se cubren a una sola agua, y cuentan con una anchura de 4,70 metros cuadrados. De igual modo, la forma de su planta es en cruz latina, y el crucero cuenta con cuatro arcos de medio punto sobre los que se dispone el cimborrio o cúpula, que se eleva hasta unos 18 metros.
Entre las imágenes religiosas destaca, la imagen de la Virgen de Fátima, patrona de la Policía Local de Santa Cruz de Tenerife. Dicha imagen es propiedad de la propia Policía Local, e incluso fue enviada a la Ciudad del Vaticano para ser bendecida por el Papa. Por este motivo es una de las pocas imágenes religiosas de Canarias en ser bendecida directamente por un Papa. De gran calidad artística son también las imágenes de Santo Domingo de Guzmán, el Sagrado Corazón de Jesús, la Virgen del Carmen y San José de Nazaret, entre otras.

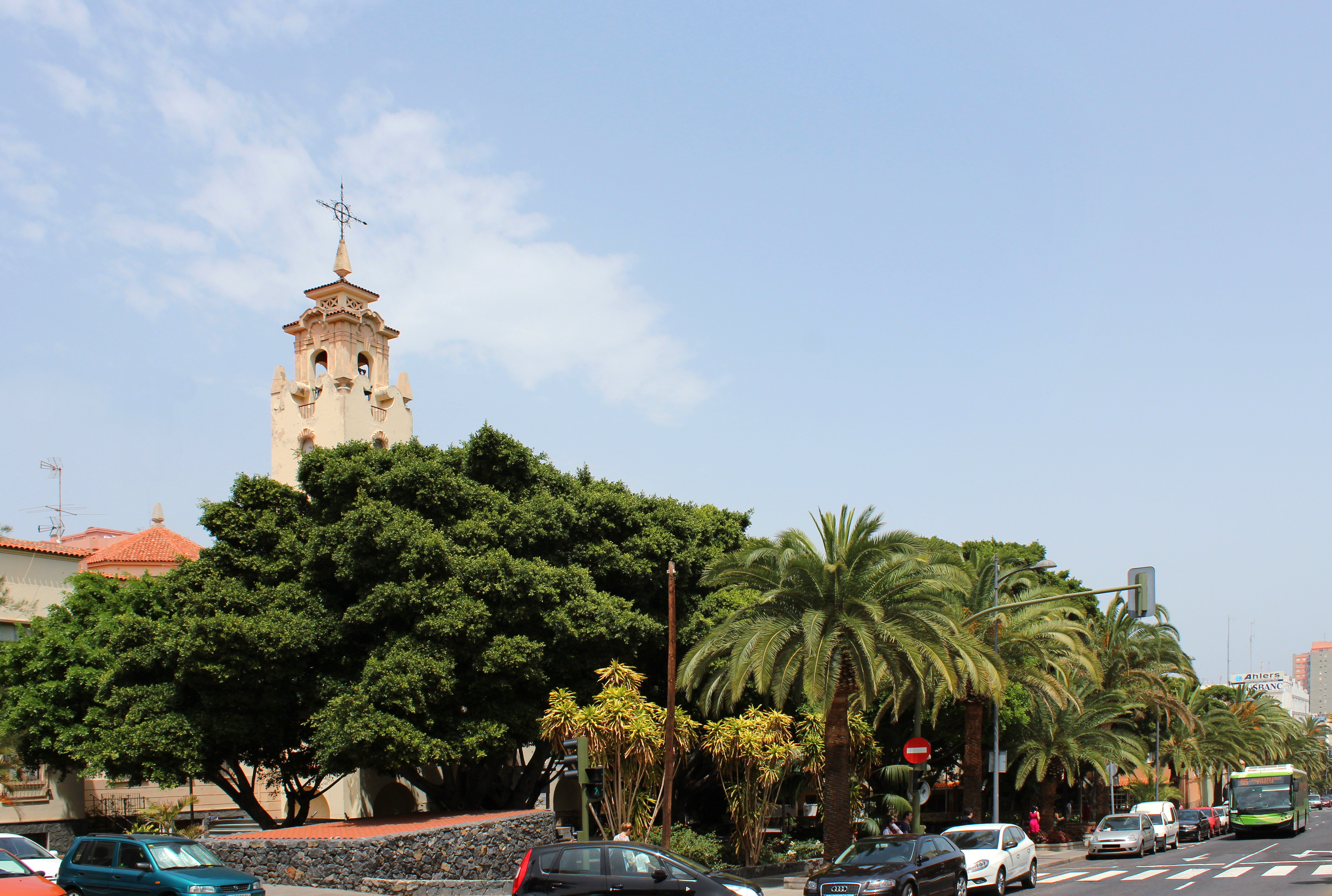
Conjunto de la Iglesia de Santo Domingo de Guzmán en la Avenida Tres de Mayo.
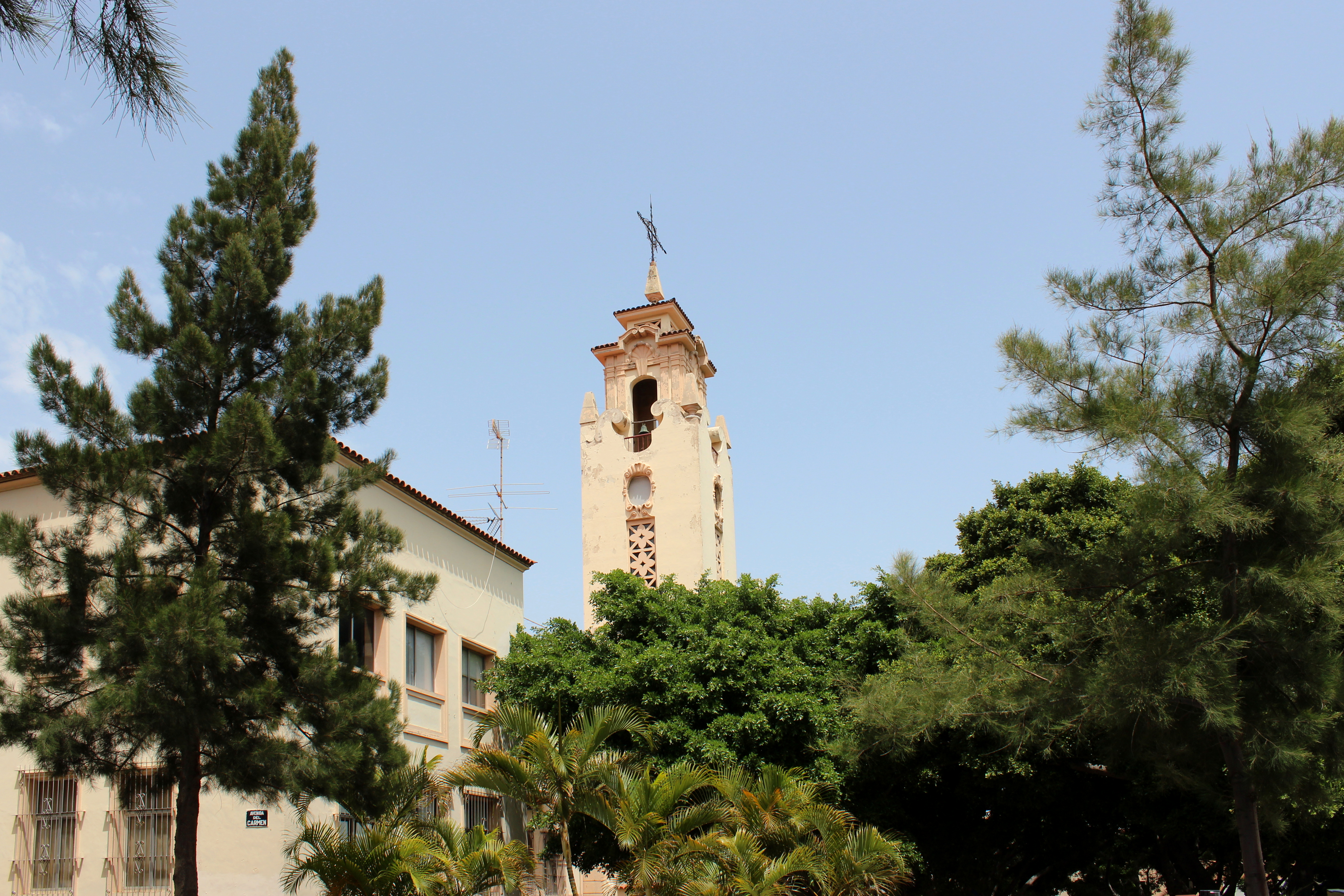
Torre de la iglesia.
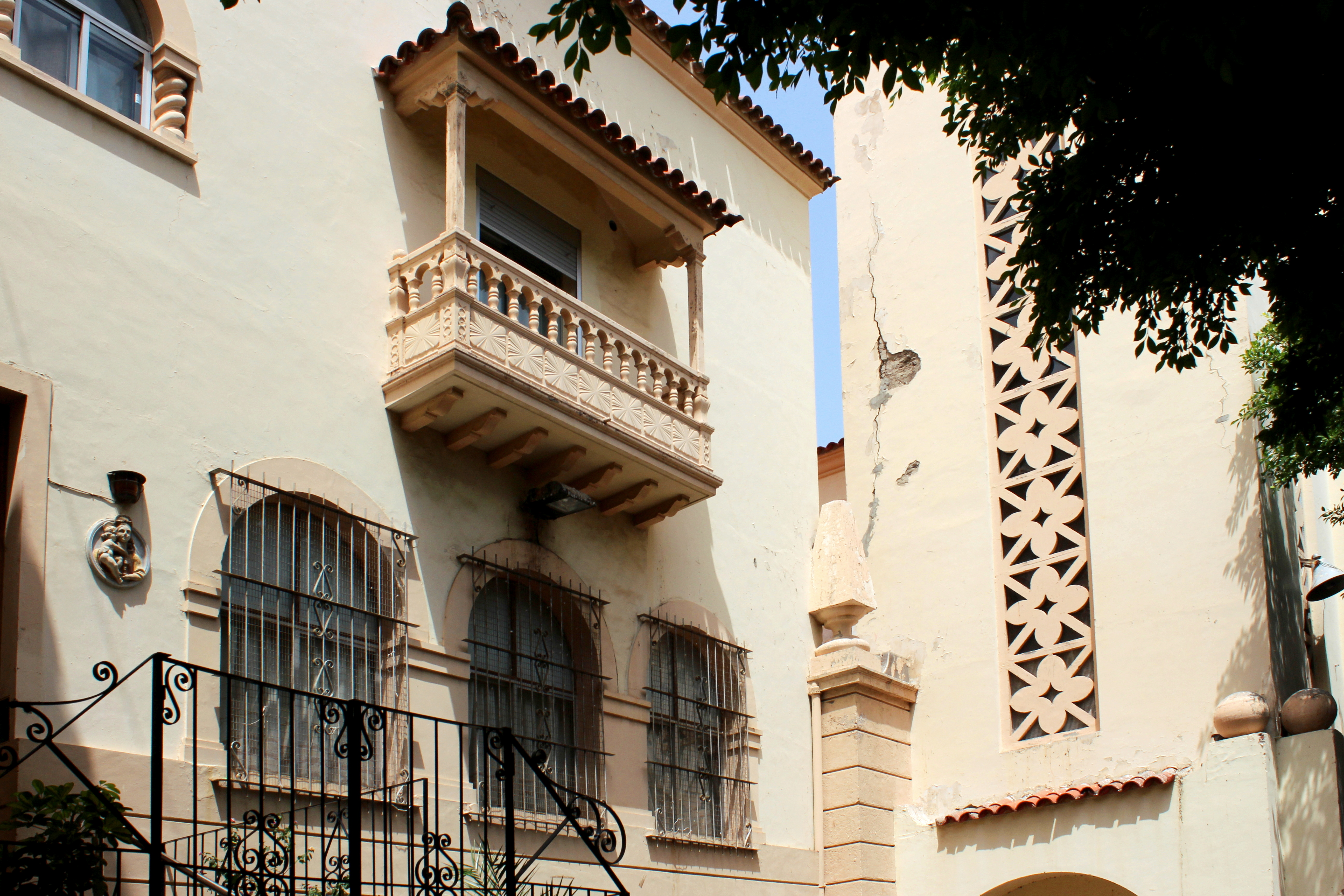
Detalles arquitectónicos en la fachada.
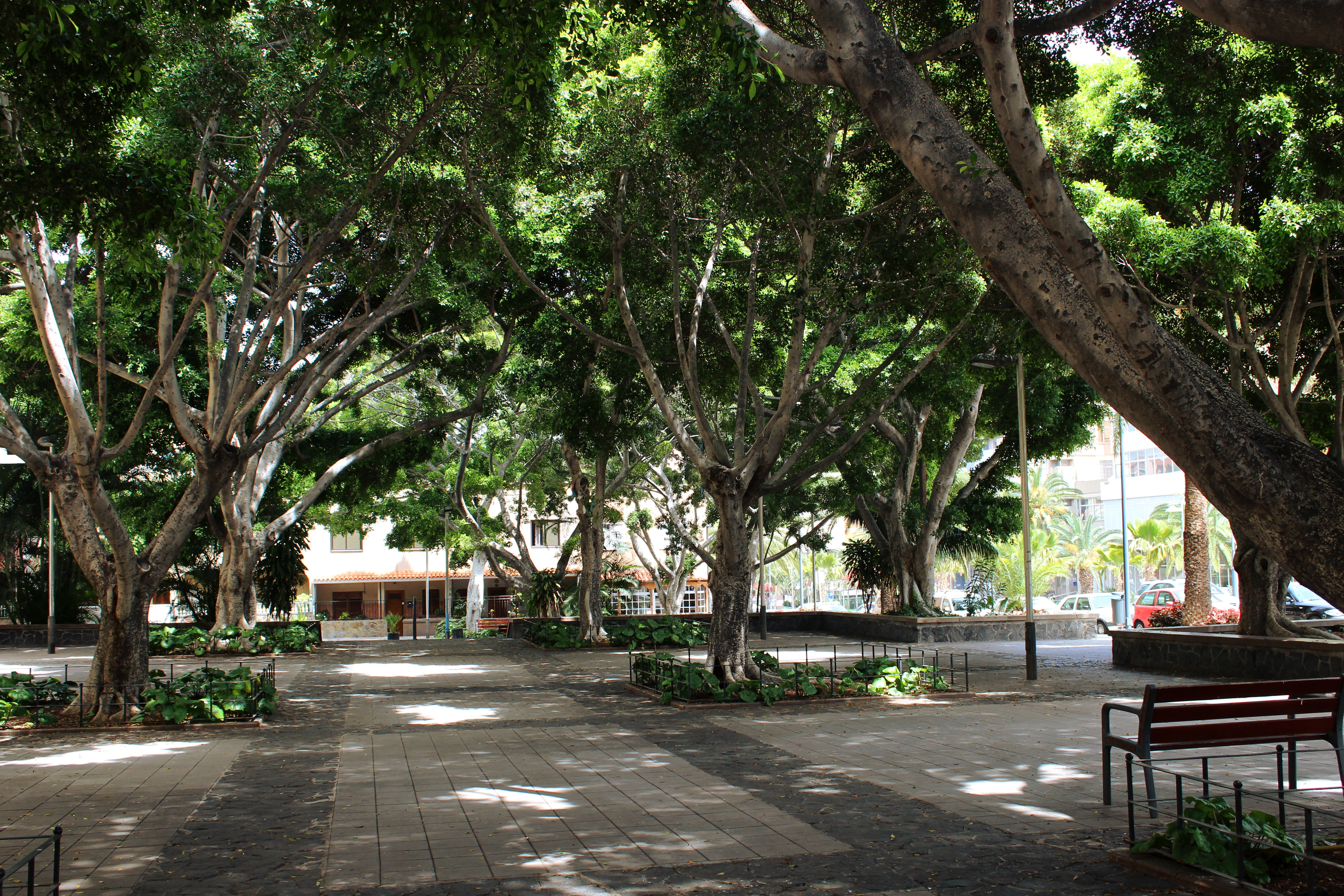
Plaza ante la iglesia.